# Giannutri
Giannutri je najjužniji otok u Toskanskom otočju i nalazi se blizu toskanske obale. Ovaj otok u obliku polumjeseca od sjevera prema jugu je manji od 3 km. Upravno je otok dio općine Isola del Giglio.
Morfološki otok karakteriziraju tri uzvisine: Capel Rosso, Monte Mario i Poggio del Cannone. Na uglavnom kamenoj obali nalaze se dvije plaže: "Cala della Spalmatoio" (na sjeveroistoku) i "Cala Maestra" (na sjeverozapadu). Uzduž obale nalaze se brojne špilje od kojih je najpoznatija "Gala dei Grottoni". Zbog blagosti klime ovdje uspijevaju mnoge tropske biljke.
Najpoznatija turistička atrakcija otoka je "Villa Domizia" iz rimskog razdoblja.

## Vanjske poveznice
|  | Zajednički poslužitelj ima još gradiva o temi Giannutri |